# Casa de Correus i Telègrafs (Barcelona)
La Casa de Correus i Telègrafs és un edifici situat a la plaça de Correus (fins al 2021 anomenada d'Antoni López), els carrers de la Fusteria, Hostal d'en Sol, Àngel Baixeras i la Via Laietana de Barcelona, catalogat com a bé cultural d'interès local. És la seu central de l'empresa estatal Correus a la ciutat.

## Història
Fou projectat l'any 1914 pels arquitectes Josep Goday i Casals i Jaume Torres i Grau, guanyadors del concurs públic, i fou construït entre els anys 1926 i 1928, a punt d'inaugurar-se l'Exposició Internacional de Barcelona de 1929. La decoració escultòrica dels exteriors és obra de Pere Jou, Manuel Fuxà i Eusebi Arnau.
La ubicació de la seu central del servei de correus en aquest indret estratègic (tocant al port i mirant al mar) culmina una llarga itinerància per diversos indrets de la ciutat, entre ells, l'edifici que actualment ocupa el Teatre Borràs a la Plaça d'Urquinaona, la desapareguda Casa Gibert a la Plaça de Catalunya o la casa Ferran-Civil al carrer del Correu Vell. La seva realització s'inscriu dins de la gran operació urbanística que comportà l'obertura de la Via Laietana, i, de fet, li fa de portal per la banda de mar, conjuntament amb la seu de la Companyia Trasmediterrània. Les torres angulars d'ambdós edificis estableixen una certa complicitat visual per tal de realçar l'inici de l'avinguda. Amb tot, mentre l'entrada principal de la seu de Trasmediterrània mira a la Via Laietana, la de Correus s'obre de forma monumental vers la plaça homònima, amb escalinata, pòrtic columnat, escultures al·legòriques i gran escut d'Espanya.

## Descripció
És un edifici aïllat a quatre vents, i enllaça mitjançant un pont elevat que es troba a la part posterior amb un edifici annex, obra de l'arquitecte Robert Oms i Gràcia. L'accés principal es produeix des de la Plaça de Correus. Tocant a aquest edifici es troba l'estació de metro de Correus, fora de servei des de l'any 1972 a causa de la construcció de la línia 4.

### Exterior
De planta trapezoïdal amb els xamfrans roms, l'estructura en alçat d'aquest edifici comprèn semisoterrani, dos pisos, àtic i terrat transitable en les dues crugies afrontades a la Plaça de Correus i el Carrer Fusteria. En la resta de crugies, afrontades a la Via Laietana i el Carrer d'Àngel Baixeras, encara s'hi afegeix un sobreàtic. Depassant la línia de cornisament, els xamfrans estan coronats per tres torres de planta circular i diverses alçades. L'accés principal dona pas a una àmplia zona de vestíbul que conté les escales vers les plantes i l'accés al gran saló central.
Les quatre façanes de l'edifici estructuren les seves obertures en eixos verticals i horitzontals de ritme regular i els seus acabats són fets íntegrament en pedra de Montjuïc. La façana principal, afrontada a la plaça de Correus, consisteix en un gran parapet emmarcat per les torres laterals i el cos central d'accés. Flanquejant aquest cos central hi ha els portals del semi-soterrani, oberts a peu de carrer i inclosos dins del basament de l'edifici. El cos central consisteix en un pòrtic tetràstil de pilastres i columnes d'ordre gegant amb capitells jònics florits que abracen les dues plantes principals de l'edifici. El pòrtic, que reposa sobre una llarga escalinata, és coronat per quatre escultures i l'escut de la Casa Reial espanyola en època d'Alfons XIII.
L'ordre jònic gegant del pòrtic es repeteix en les torres dels angles i en les façanes de la Via Laietana i del Carrer Fusteria, convertides, en aquests casos, en pilastres gegants. Als intercolumnis es manifesten les obertures del primer i del segon pis, emmarcades amb columnes jòniques i frontons triangulars. L'àtic, que reposa damunt l'entaulament de l'ordre gegant que recorre tot l'edifici, és el nivell més profusament ornamentat de l'edifici. Efectivament, aquest nivell conté tot de balcons amb barana de forja i portes amb relleus florals esculpits als muntants i les llindes. Sobre aquestes finestres hi corre un cornisament a base de mènsules i garlandes que flanquegen els òculs de ventilació de la coberta, tancada aquesta per una barana de balustres de pedra. Sobre la línia de cornisament les tres torres dels angles trenquen l'horitzontalitat global de l'edifici amb les seves formes. La torre del xamfrà Via Laietana - Pl. Correus és la més alta i consisteix en un llarg tambor estriat amb dobles pilastres que sostenen el mirador en forma de templet circular a base de dobles columnes jòniques tancat per baranes de forja. Sobre aquest cos de secció circular encara hi sobresurt un templet jònic de planta cruciforme i amb pòrtics jònics que sosté un darrer nivell, conformat per un llanternó vuitavat a base de pilastres. Les dues altres torres, més baixes i senzilles, estan configurades per un tambor ornat amb semi-columnes jòniques i quarterons damunt del qual hi reposa un llanternó amb volutes i gerres adossades.
A la planta baixa, ocupant la base de la torre angular, hi ha una petita capella dedicada a la Mare de Déu del Pilar.

### Interior
El gran saló central és l'espai més interessant de tot l'edifici. De planta quadrangular, és cobert per un extraordinari sistema de claraboies de ferro i vidre que reprodueixen la forma d'un creuer. Efectivament, quatre columnes exemptes d'ordre jònic florit gegant acullen el pes de les petxines d'una gran cúpula de vidre amb els seus corresponents quatre braços. Els vitralls d'aquesta gran cúpula central són obra de Rigalt & Granell i segueixen l'estètica Art déco de dissenys geomètrics i composició radiant.
Els arcs i les voltes, així com els carcanyols i les nervadures de tot aquest sistema de coberta, estan íntegrament revestits de pintures i relleus a base d'estucs. Les guatre grans pintures de les llunetes del saló central són obra de pintors d'estètica noucentista com Francesc Galí, Josep Obiols, Francesc Labarta i Francesc Canyelles. Són al·legories d'inspiració classicista que fan referència a les comunicacions.
Els murs perimetrals del saló consisteixen en una estructura de pilastres i columnes toscanes i jòniques que contenen els finestrals i les guixetes de fusta i vidre originals.